# Stenocereus zopilotensis
Stenocereus zopilotensis ist eine Pflanzenart aus der Gattung Stenocereus in der Familie der Kakteengewächse (Cactaceae). Das Artepitheton zopilotensis verweist auf die Verbreitung im Cañón del Zopilote.

## Beschreibung
Stenocereus zopilotensis wächst baumförmig mit kandelaberartig verzweigten Trieben und erreicht Wuchshöhen von 4 bis 5 Meter. Es wird ein deutlicher Stamm von bis zu 45 Zentimeter Höhe und einem Durchmesser von 20 Zentimeter ausgebildet. Die parallel aufsteigenden, hellgrünen Triebe weisen Durchmesser von 6 bis 11 Zentimeter auf und sind meist nicht weiter verzweigt. Es sind sieben bis acht (selten bis zu neun) leicht gehöckerte Rippen vorhanden, die oberhalb der Areolen schmaler sind. Die ein bis drei weißen Mitteldornen vergrauen später und sind bis 1 Zentimeter lang. Sie sind pfriemlich und an ihrer Basis verdickt. Einer von ihnen ist mit bis zu 4,5 Zentimeter länger als die übrigen. Die sieben bis neun, kräftig nadelförmigen, gelblichen Randdornen vergrauen später. Sie sind ungleich lang. Die längsten von ihnen sind bis zu 1,3 Zentimeter lang.
Die weißlich grünen Blüten erscheinen an den Triebspitzen und öffnen sich in der Nacht. Sie sind 6,5 bis 7 Zentimeter lang und weisen einen Durchmesser von 4 bis 5 Zentimeter auf. Die ei- bis kugelförmigen Früchte erreichen einen Durchmesser von 5 bis 6 Zentimeter. Sie sind mit feinen, bis zu 1 Zentimeter langen Dornen besetzt, die später abfallen.

## Verbreitung und Systematik
Stenocereus zopilotensis ist im mexikanischen Bundesstaat Guerrero im Cañon del zopilote in laubabwerfenden Wäldern in Höhenlagen von 200 bis 750 Metern verbreitet.
Die Erstbeschreibung erfolgte 2004 durch Hilda Julieta Arreola-Nava und Teresa Terrazas.

## Nachweise